# Grand Prix des Amériques (cyclisme)
Le Grand Prix des Amériques est une course cycliste disputée à Montréal, Canada de 1988 à 1992. Elle fait partie de la Coupe du monde de 1989 à 1992.
En 1992, la compétition porte le nom du Grand Prix Téléglobe, en référence au nom de la société de télécommunications qui sponsorise cette édition.

## Palmarès
| Année | Vainqueur        | Deuxième         | Troisième      |
| ----- | ---------------- | ---------------- | -------------- |
| 1988  | Steve Bauer      | Massimo Ghirotto | Gilles Delion  |
| 1989  | Jörg Müller      | Yvon Madiot      | Charly Mottet  |
| 1990  | Franco Ballerini | Thomas Wegmüller | Sammie Moreels |
| 1991  | Eric Van Lancker | Steven Rooks     | Martin Earley  |
| 1992  | Federico Echave  | Davide Cassani   | Luc Leblanc    |